# Sankta Birgitta katolska församling
Sankta Birgitta katolska församling är en romersk-katolsk församling i Norrköping. Församlingen tillhör Stockholms katolska stift.
Den katolske prästen Bernard zu Stolberg bosatte sig 1897 i Norrköping, med syftet att bygga upp en församling. Stolberg var församlingens kyrkoherde 1897–1925.
År 1903 inrättades ett kapell på Skolgatan 24, en trappa upp. Detta blev det katolska kapellets adress under 25 år. Sankta Birgittakyrkan invigdes först 1928.